# Eugeen van Oostenrijk

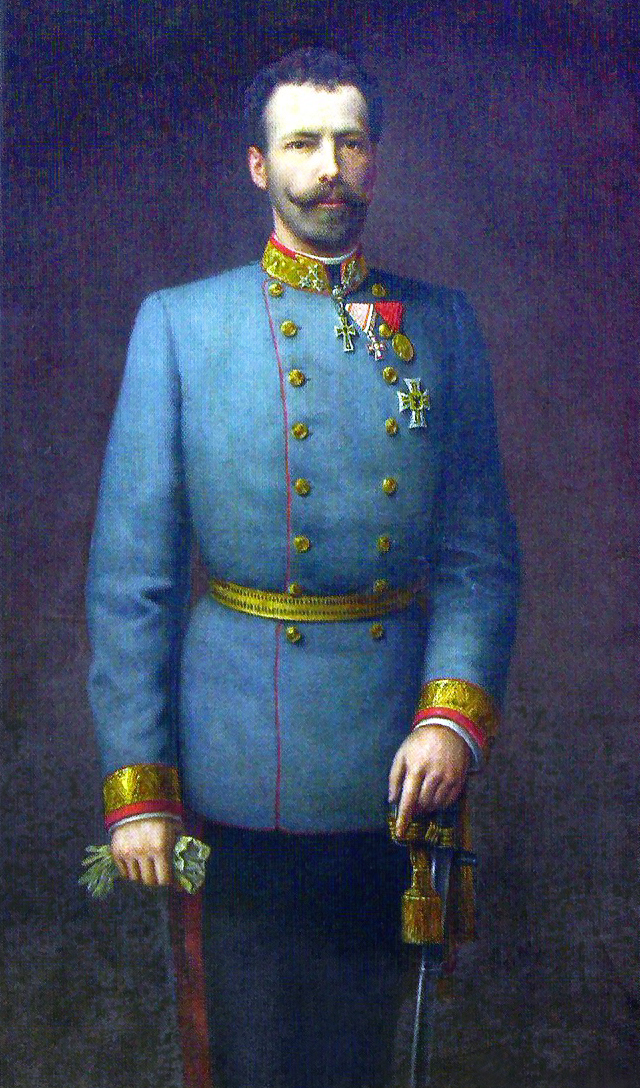
Portret van Eugeen van Oostenrijk in generaalsuniform, in 1902 geschilderd door Ferdinand Behrens.

Eugeen Ferdinand Pius Bernhard Felix Maria van Oostenrijk (Seelowitz, 21 mei 1863 - Meran, 30 december 1954) was een Oostenrijkse aartshertog en veldmaarschalk en van 1894 tot 1923 de laatste wereldlijke grootmeester van de Duitse Orde. Hij behoorde tot het huis Habsburg.

## Levensloop
Aartshertog Eugeen was de jongste zoon van aartshertog Karel Ferdinand van Oostenrijk uit diens huwelijk met Elisabeth Francisca Maria, dochter van aartshertog Jozef Anton Johan van Oostenrijk. Net alle leden van het huis Habsburg leerde hij een ambacht als civiel beroep, in zijn geval het beroep van timmerman.
In 1898 verwierf hij de vesting Hohenwerfen in het hertogdom Salzburg, dat hij liet ombouwen tot een vorstelijke residentie. Daar bevond zich ook zijn grote kunst- en wapencollectie. Toen een groot deel van de vesting in 1931 door onoplettendheid afbrandde, financierde hij de wederopbouw. In 1938 moest hij zijn landgoed verkopen aan de nationaalsocialistische gouwleiding.
In 1894 volgde hij zijn overleden oom Willem, een broer van zijn vader, op als laatste wereldlijke grootmeester van de Duitse Orde. Onder zijn leiding werd die omgevormd tot een louter geestelijke orde en in 1923 stond hij het ambt af aan Norbert Johann Klein, de bisschop van Brünn. Als hoofd van de Duitse Orde kwam hij in 1894 ook aan het hoofd van het Oostenrijkse infanterieregiment Hoch- en Deutschmeister. Op 11 januari 1897 werd hij in Igls tot Oostenrijks grootofficier van de Orde van het Heilig Graf van Jeruzalem benoemd.
Na het einde van de Eerste Wereldoorlog verliet de aartshertog in april 1919 Oostenrijk en ging hij tot in 1934 in ballingschap naar Bazel. In dat laatste jaar keerde hij terug naar zijn vaderland en vestigde hij zich in het Slot van Gumpoldskirchen, dat in het bezit was van de Duitse Orde, maar hij werd door de nationaalsocialisten gedwongen om naar Wenen te verhuizen. Na de Tweede Wereldoorlog leefde Eugeen in Igls. In december 1954 stierf hij op 91-jarige leeftijd in een kuuroord in Meran, waar hij herstelde van een longontsteking. Naar zijn laatste wens werd hij bijgezet in de Dom van Innsbruck.

## Militaire loopbaan
Net als zijn oudere broers Frederik en Karel Stefan ging Eugeen een militaire loopbaan volgen. Op zijn veertiende trad hij toe tot het regiment van de Tirolse Kaiserjägern in het Oostenrijks-Hongaarse leger, op 27 oktober 1877 werd hij luitenant en op 1 mei 1881 opperluitenant. Van 1883 tot 1885 volgde hij een opleiding tot officier in de Generale Staf aan de Theresiaanse Militaire Academie in Wiener Neustadt. Daarna werd hij op 1 november 1885 gepromoveerd tot hopman en op 23 februari 1887 tot ritmeester. Tussen 1887 en 1888 diende hij in het vijfde huzarenregiment en op 26 oktober 1888 volgde zijn promotie tot majoor. Op 27 oktober 1889 werd hij benoemd tot luitenant-kolonel en commandant van het honderdste infanterieregiment. Op 26 april 1890 kreeg hij de rang van kolonel en het volgende jaar kwam hij aan de leiding van het vijftiende huzarenregiment. Op 28 oktober 1893 werd hij dan weer generaal-majoor en hoofd van de negende infanteriebrigade in Olomouc. Op 26 april 1896 verwierf hij de rang van veldmaarschalk-luitenant en kreeg hij het commando over de 25ste infanteriedivisie. Op 27 april 1901 werd hij bevorderd tot cavaleriegeneraal en van 1900 tot 1908 was hij commanderend generaal van het veertiende legerkorps in Innsbruck.
Tijdens de Eerste Wereldoorlog nam Eugeen in december 1914 als opvolger van Oskar Potiorek de leiding over de Balkanstrijdkrachten over. Samen met stafchef Alfred Krauß reorganiseerde hij het tijdens de veldtocht tegen Servië sterk verzwakte Vijfde leger, dat als gevolg van de oorlogsverklaring van Italië in mei 1915 naar het nieuwe Isonzofront werd gestuurd. Aartshertog Eugen werd op 22 mei 1915 gepromoveerd tot kolonel-generaal en nam op 27 mei het commando over het Oostenrijkse zuidwestelijke front tegenover Italië op zich. Nadat hij de verdediging van de Isonzo had geleid, verhuisde hij in 1916 zijn hoofdkwartier naar Bozen. Tijdens het offensief in Zuid-Tirol in mei en juni 1916 had hij het bevel over het 11e leger onder leiding van Viktor Dankl en het 3e leger onder leiding van Hermann Kövess
Aartshertog Eugen werd op 23 november 1916 samen met Franz Conrad von Hötzendorf tot veldmaarschalk verheven. Ondanks het succes van het 14e leger in de Slag bij Caporetto werd hij op 18 december 1917, zeer tegen de zin van de nieuwe chef van de Generale Staf Arthur Arz von Straußenburg, ontheven van zijn positie als bevelhebber van het Oostenrijks Zuidwestfront en op 11 januari 1918 zei hij de actieve militaire dienst vaarwel.